# Oleksandrivka, Kirovohrad
Oleksandrivka (în ucraineană Олександрівка) este un sat în comuna Volodîmîrivka din raionul Kropîvnîțkîi, regiunea Kirovohrad, Ucraina.

## Demografie
Componența lingvistică a localității Oleksandrivka
     Ucraineană (90,91%)
     Rusă (4,55%)
     Română (4,55%)
Conform recensământului din 2001, majoritatea populației localității Oleksandrivka era vorbitoare de ucraineană (90,91%), existând în minoritate și vorbitori de rusă (4,55%) și română (4,55%).